# 벡키 (가수)
벡키(ベッキー, 1984년 3월 6일 ~ ) 또는 벳키는 일본의 가수이다. 가나가와현에서 태어났으며, 소속사는 선뮤직이다.

## 인물
영국인 아버지와 일본인 어머니 사이에서 2녀 중 장녀로 태어났다.
연예 활동과 학업을 병행하며 2006년 3월에는 아세아대학 경영학부 경영학과를 졸업했다. 나중에 잡화상 경영을 목표로 하고 있어, 비지니스나 기업을 공부하기 위해 경영학과를 골랐다.
일본과 영국 이중 국적을 가지고 있었으나 스무 살 때 일본 국적을 선택했다. TV 도쿄의 아동 대상 아침 프로그램 《오하스타》의 마스코트 걸 'Oha 걸' 출신으로, 프로그램 내 포켓몬의 이름을 영어 버전으로 소개하는 코너 〈포켓몬 The 월드〉로 데뷔한다. 이후 예능 프로그램을 중심으로 활동하고 있다.

## 개인 생활
베키는 2019년 2월 13일 요미우리 자이언츠 코치 가타오카 야스유키와 결혼했다. 이들 부부에게는 두 명의 자녀가 있다. 그녀는 2020년 3월 17일에 첫 아이를 낳았고, 이듬해 2021년 8월 20일에 둘째 아이를 낳았다.

## 출연

### 드라마
- 1999년 《부스카! 부스카!》 〈제12화〉 - 루루 역
- 2000년 《스타보즈》 - 루카 역
- 2001년 《츄라상》 - 카네시로 유카리 역
- 2001년 《울트라맨 코스모스》 〈제25화〉 - 슬레유성인 라미아 역
- 2002년 《통신판매원》 - 앨리 후지노 역
- 2003년 《나의 마법사》 - 수잔 역
- 2003년 《블루 혹은 블루》 - 타시마 하루카 역
- 2003년 《Stand Up!!》 - 카가 에렌 역
- 2003년 《VICTORY!~풋 걸즈의 청춘~》 - 쿠마자와 시오코 역
- 2004년 《에이스를 노려라!》 - 타마리키 사에코 역
- 2004년 《소방대원 코마치》 - 아이하라 코즈에 역
- 2004년 《가장 소중한 사람은 누구입니까?》 - 타니모토 키요미 역
- 2006년 《윤무곡》 - 모유카 역
- 2006년 《야왕~YAOH~》 - 클라리스 역
- 2006년 《도립 워터상고!》 - 야마시타 사나에 역
- 2006년 《태양의 노래》 - 에밀리 역
- 2006년 《명탐정 코난 쿠도 신이치에게 보내는 도전장 ~작별 인사까지의 프롤로그~》 - 오키노 요코 역
- 2006년 《안나씨의 콩》 - 모모야마 릴리 역
- 2006년 《워커즈~길을 잃은 어른들》 - 에리 역
- 2007년 《신칸센 걸》 - 타카츠키 린코 역
- 2008년 《노다메 칸타빌레 in 유럽 신춘 스페셜》 - 타냐 역
- 2008년 《극락마을 1동 고부지옥 편》 - 노리코 역
- 2009년 《여기는 잘나가는 파출소》 〈제1화〉 - 하나마키 역
- 2010년 《돌아왔어요!! 괴물군 신춘 스페셜》 - 카이코짱 역
- 2011년 《프러포즈 형제~태어난 순서별 남자가 결혼하는 방법~》 - 스즈키 사키 역 (제4화)
- 2011년 《하나와가의 네자매》 - 본인 역 (제1화)
- 2011년 《괴물군 신작 스페셜!》 - 카이코짱 역

### 영화
- 2003년 《NOEL》 - 료코 역
- 2004년 《극장판 포켓몬스터 어드밴스 제네레이션 열공의 방문자 데오키스》 - 히토미 역
- 2005년 《마스크2》 - 토냐 역
- 2005년 《극장판 포켓몬스터 어드밴스 제네레이션 뮤와 하도의 용자 루칼리오》 - 키드 썸머즈 역
- 2005년 《MAKOTO》 - 사카시타 쿠미 역
- 2006년 《극장판 포켓몬스터 어드밴스 제네레이션 포켓몬 레인저와 청해의 왕자 마나피》 - 쥬디 역
- 2007년 《심슨 더 무비》 - 리사 역
- 2008년 《꽃보다 남자 파이널》 - 승무원 역
- 2009년 《몬스터 VS 에일리언》 - 수잔 머피 역
- 2009년 《노다메 칸타빌레 최종악장 전편/후편》 - 타냐 역
- 2019년 《퍼스트 러브》 - 줄리 역

### 버라이어티

#### 방영 중
- 《천재! 시무라 동물원》
- 《세상 끝까지 가자Q!》
- 《나카이 마사히로의 금요일의 스마에게로》
- 《무지갯빛 진》
- 《보이는 역사》
- 《모리타 카즈요시 아워 와랏테이이토모!》
- 《해피 Music》
- 《라이브B♪》
- 《있을 수 없는∞세계》

#### 하차 및 종영 프로그램
- 《핏탄코 캉캉》
- 《오하스타》
- 《웃기는 개 시리즈》
- 《@사프릿!》
- 《퀴즈! 가족끼리 GO!!》
- 《CDTV-Neo》
- 《Under CDTV》
- 《비밀구락부 o-daiba.com, 주식회사 o-daiba.com》
- 《포켓몬☆썬더》
- 《다베고로만마!》
- 《하나마루 마켓》
- 《키요시와 이 밤》
- 《일본종단 반찬 발견! 루트88》
- 《쿠메피플! 꼭 만나고 싶은 1001명》
- 《온 하늘☆푸른 하늘 레스토랑》
- 《월광 음악단》

### 음악 방송
- 제39회 일본유선대상
- 제40회 일본유선대상
- CDTV 스페셜 해넘김 프리미엄 라이브 2006년 - 2007년
- 제57회 NHK 홍백가합전 버라이어티 코너 〈모두의 노래 45년! 키즈 쇼〉
- 가족끼리 뽑는 일본의 노래

### 토크 쇼
- 테츠코의 방 (2005년 8월 5일, 2007년 6월 19일)

## 음반

### 벡키

#### 싱글
1. 하늘을 나는 포켓몬 키즈 (そらとぶポケモンキッズ) (1999년 7월 17일)
2. 전설의 스터피 / BOY FRIEND's (伝説のスタフィー / - ) (2002년 9월 4일)
3. 사라라 / 쫓다! (さらら / けちらせ!) (2002년 12월 4일)
4. 호리켄사이즈II (ホリケンサイズII) (2003년 3월 12일)
5. 헬로! 땡큐! (ハロー!サンキュー!) (2005년 4월 29일)
6. 해바라기 (向日葵) (2006년 2월 22일)

#### 앨범
1. act4 (2004년 12월 8일)
2. Tribute to Avril Lavigne-Master's Collection- (2006년 10월 25일)
에이브릴 라빈 컴필레이션 앨범에 참가. #10 〈Sk8ter Boi〉 커버.
3. Yesterday Onemore~TRIBUTE TO THE CARPENTERS~ (2009년 3월 25일)

### 벡키♪#

#### 싱글
1. 마음을 담아 / 해피해피 (心こめて / ハピハピ) (2009년 12월 2일)
2. 좋아하니까 (好きだから) (2010년 2월 3일)
3. 에메랄드 / 코로코로마고코로 (エメラルド／コロコロまごころ) (2010년 7월 20일)
4. 한겨울의 Love Song (冬空のLove Song) (2010년 12월 1일)
5. 바람의 가락 (風のしらべ) (2011년 6월 15일)
6. 마이 프렌드 ~고마워~ (MY FRIEND 〜ありがとう〜 (2012년 12월 12일)
7. 갸. (ぎゅ。) (2013년 11월 13일)

참여 싱글
- GOOD LUCKY!!!!! (GReeeeN과의 콜라보레이션) (2011년 3월 2일)

#### 앨범
1. 마음의 별 (心の星) (2010년 2월 24일)
2. 바람과 멜로디 (風とメロディー) (2011년 7월 13일)